# Lophoptera plumbeifascia
Lophoptera plumbeifascia là một loài bướm đêm trong họ Noctuidae.